# Woodface
Az 1991-es Woodface a Crowded House harmadik nagylemeze. Ausztráliában és Új-Zélandon nagy sikert aratott. Ez volt az együttes első top 10-es albuma az Egyesült Királyságban. A Woodface szerepel az 1001 lemez, amit hallanod kell, mielőtt meghalsz című könyvben. 2010 októberében 3. lett A 100 legjobb ausztrál album című könyvben.

## Az album dalai
|     | Cím                            | Szerző(k)               | Hossz     |
| --- | ------------------------------ | ----------------------- | --------- |
| 1.  | Chocolate Cake                 | Neil Finn, Tim Finn     | 4:02      |
| 2.  | It's Only Natural              | N. Finn, T. Finn        | 3:32      |
| 3.  | Fall at Your Feet              | N. Finn                 | 3:18      |
| 4.  | Tall Trees                     | N. Finn, T. Finn        | 2:19      |
| 5.  | Weather with You               | N. Finn, T. Finn        | 3:44      |
| 6.  | Whispers and Moans             | N. Finn                 | 3:39      |
| 7.  | Four Seasons in One Day        | N. Finn, T. Finn        | 2:50      |
| 8.  | There Goes God                 | N. Finn, T. Finn        | 3:50      |
| 9.  | Fame Is                        | N. Finn                 | 2:23      |
| 10. | All I Ask                      | N. Finn, T. Finn        | 3:55      |
| 11. | As Sure as I Am                | N. Finn                 | 2:53      |
| 12. | Italian Plastic                | Paul Hester             | 3:39      |
| 13. | She Goes On                    | N. Finn                 | 3:15      |
| 14. | How Will You Go I'm Still Here | N. Finn, T. Finn Hester | 3:07 1:07 |

## Közreműködők

### Crowded House
- Neil Finn – gitár, ének, billentyűk
- Tim Finn – zongora, gitár, ének
- Paul Hester – dob, ének, billentyűk, ütőhangszerek
- Nick Seymour – basszusgitár, ének

### További zenészek
- Ricky Fataar – dob, ütőhangszerek (5, 8, 10)
- Chris Wilson – szájharmonika (1, 4, 8)
- Peter Bucknell – hegedű (There Goes God)
- Vince Parsonage – brácsa (There Goes God)
- Alex Acuna – további ütőhangszerek
- Geoffrey Hales – további ütőhangszerek
- Jack Mack – rézfúvós hangszerek
- David Hidalgo – harmonika (As Sure as I Am)
- Jorge Callendrelli – karmester, vonósok hangszerelése (All I Ask)
- Sharon Finn – háttérvokál (All I Ask)
- Mitchell Froom – billentyűk
- Mark Hart – további billentyűk
- Stuart Ellison – további billentyűk

## Fordítás
Ez a szócikk részben vagy egészben a Woodface című angol Wikipédia-szócikk ezen változatának fordításán alapul.  Az eredeti cikk szerkesztőit annak laptörténete sorolja fel. Ez a jelzés csupán a megfogalmazás eredetét és a szerzői jogokat jelzi, nem szolgál a cikkben szereplő információk forrásmegjelöléseként.